# امرداد (امشاسپند)
اَمُرداد یا اَمِرِتات (اوستایی: 𐬀𐬨𐬆𐬭𐬆𐬙𐬁𐬙 = اَمِرِتات) به معنی بیمرگی است و تجلی دیگری از رستگاری و جاودانگی. سرور گیاهان است. او گیاهان را می‌رویاند و رمه گوسفندان را بیفزاید. او می‌کوشد که گیاهان پژمرده نشوند. همکاران او ایزدان رَشن، اَشتاد و زامیاد هستند. این اَمِشاسْپَند جنبهٔ زنانه دارد و زریز، دشمن اهریمنیِ اوست. این امشاسپند با یاری امشاسپند خرداد، گوهر تن زرتشت را ساختند.

## امشاسپندان
در تاریخ اساطیری ایران شش امشاسپند وجود دارد، که به آنها نامیرایان نیکوکار می‌گویند. نام‌های این امشاسپندان خصوصیات آن‌ها را نشان می‌دهد. این امشاسپندان آفریدهٔ هرمزد هستند. تعداد امشاسپندان در نوشته‌های پهلوی شش و گاهی تا سی تا می‌رسد. شش امشاسپند بر تخت‌های زرین در خانه‌ی سروده قرار گرفتند. این شش امشاسپند اصل و منشأ خود را از شخصیت‌های خدای باستان می‌دانند.

## امشاسپند امرداد

### ویژگی‌ها
امشاسپند امرداد یا امرتات به معنای بیمرگی است. این امشاسپند تجلی دوباره از رستگاری و جاودانی است. امرتات سرور گیاهان است و گیاهان در حمایت این امشاسپند هستند. امرداد بر دست راست اهورامزدا نشسته است. این امشاسپند نماد زنانگی دارد. این امشاسپند ششمین امشاسپند است. مرداد به معنی مرگ است اما امرداد به معنای بیمرگی است. این امشاسپند در دنیای مینویان مظهر پایداری و جاودانگی اهورامزدا است.

### کار امشاسپند امرداد
هفتمین از مینویان امرداد است. او در آفرینش گیتی گیاه را به خویش پذیرفت. او رویش گیاهان را به انجام می‌رساند و گله گوسفندان را افزایش می‌دهد. این امشاسپند بیدادگرانی را که به گیاهان ستم می‌کنند را از ورود به بهشت بازمی‌دارد.

### یاوران امشاسپند امرداد
یاوران این امشاسپند، ایزدان رشن، اَشتاد و زامیاد هستند. تیشتر بیشتر به یاری او می‌یاید و در زمانی که اهریمن به گیاه حمله می‌کند و گیاه را خشک می‌کند ،امرتات آن گیاه را دربرگرفته و با کمک تیشتر گیاه را با باران به همه جا فرود می‌آورد.

### جشن این امشاسپند
هفتمین روز از ماه و ماه پنجم سال به نام این امشاسپند نامیده شده است. جشن مردادگان در هفتمین روز از ماه امرداد برگزار می‌شود، این جشن یکی از ۱۲ جشن سالانه ایرانی است، ایرانیان برای برگزاری این جشن به باغ‌ها و کشتزارها می‌رفتند، در برخی فرهنگ‌ها، نام این جشن را جشن نیلوفر نوشته‌اند.

### گیاه امرداد
گیاه چمبک از میان گیاهان، گُل ویژهٔ این امشاسپند است.

### دشمن امشاسپند امرداد
زئیری یا زریز دشمن امشاسپند امرداد است و زهر را می‌سازد. زریر به معنا زرد رنگ یا سبز رنگ است. این اهریمن، دیو گرسنگی و تباهی است.

## امشاسپندان امرداد و خرداد
امشاسپند امرداد به همراه امشاسپند خرداد در جهان خدایان کارکرد آفرینشگری دارند. هدایای امشاسپند امرداد به یاری خرداد، فزونی دارایی و رمه (چهارپایان) است، این دو امشاسپند در کنار هم ارمان‌های نیرومندی، سرچشمهٔ زندگی و رویش هستند.

### امشاسپند امرداد و گوهر تن زرتشت
گوهر تن زرتشت را امشاسپندان امرداد و خرداد به کمک هم ساخته‌اند. آنان برای این کار مایه تن زرتشت را در باران نشانده و با قطرات باران به زمین آمد و در دل گیاه جای گرفته، پوروشسب پدر زرتشت به کمک و راهنمایی امرداد و خرداد شش گاو پرمایه را برداشت و به چراگاه برد و گاوان از گیاهانی که مایه تن زرتشت در آن‌ها بود خوردند و مایه تن زرتشت با شیر آنها آمیخت ،پوروشسب گاوان را به خانه برد و به دوغدو سپرد و با گیاه هوم که به کمک بهمن و اردیبهشت به دست آورده بود نرم و با شیر گاوان درآمیختند و از آن خوردند، به این ترتیب روان و مایه تن زرتشت در وجود دوغدو که فره ایزدی زرتشت را داشت گرد آورد.